# Рахиль (фильм)
«Рахиль» (другое название: «Красавица-натурщица») — российский немой драматический фильм 1912 режиссёра Александра Аркатова, снятый по собственному сценарию. Премьера фильма состоялась 26 ноября 1912 года.
Фильм является утерянным.

## Сюжет
Художник Вольский терпит нужду, и его тщеславная возлюбленная, которой надоел их тернистый путь, уходит от него, захватив с собою ребёнка. Вольский уезжает искать счастья в провинцию, где в одном из уездных городов устраивается вместе со своим приятелем в еврейской семье. Работая здесь над воплощением своих творческих порывов в художественные образы, он сближается с дочерью своего квартирохозяина, прекрасною Рахилью, которая, полюбив художника, не отказалась позировать для его работ. Конечно, об этом даже и не подозревали родители, но зато догадывался жених Рахили, ревниво следивший за охладевшей к нему невестой. Он-то и открыл старикам глаза на этот «позор» их дочери, застав её однажды полураздетую в комнате художника во время сеанса. Разразилась семейная буря, и Вольскому пришлось покинуть городок. Вернувшись из провинции в столицу, Вольский пошёл в гору и скоро достиг известности. Приехавшая к нему Рахиль к его славе прибавила счастье. Вольский блаженствовал. Вдруг как снег на голову к нему явилась его прежняя возлюбленная, некогда его покинувшая, а теперь почуявшая выгоду раскаяния и смирения… Но возврат к Вольскому для нее был немыслим при Рахили, и коварная женщина, по наущению своего друга сердца, решается выместить злобу на той, которая оказалась невольной помехой её проискам. В ресторане, где Вольский праздновал свой новый успех в области искусства, она серной кислотой обливает лицо своей соперницы. Золотая нить блаженства порвана, и вновь её уж не связать! Вольский, так гордо державший голову, теперь уж не тот, он пал духом и ему нечем утешить свою изувеченную Рахиль. Поднявшийся по поводу происшедшего в печати шум вокруг его имени только усилил горечь разочарования, и Вольский выстрелом из револьвера кладет конец всему… Рыдания искалеченной Рахили над трупом безвременно почившего таланта не примирят её с гибелью земного счастья под властью тех сил, которым имя Зло.

## Роли исполняют
- Раиса Рейзен — Рахиль
- Лидия Сычева — её мать
- Николай Васильев — отец
- Борис Пясецкий — скульптор Бельский

## Съёмочная группа
- Автор сценария, режиссёр: Александр Аркатов
- Операторы: Жорж Мейер, Александр Левицкий
- Художник: Чеслав Сабинский

## Технические данные
- Количество частей: 3
- Длина плёнки: 860 м

## Критика
По утверждению Эрика Голдмана, фильм «Рахиль» был вторым сюжетным фильмом, снятым Аркатовым на еврейскую тематику (первым был «Лехаим» («За жизнь»)), и в нём был задействован тот же актёрский состав. Оба фильма были хорошо приняты в Америке и Европе, что, по мнению Эрика Голдмана, пробудило у Аркатова интерес к производству кинофильмов на идиш.
По утверждению Арона Бернштейна, фильм «Рахиль», снятый А. Аркатовым и выпущенный предприимчивыми французами осенью 1912 года, получил зрительское признание. По мнению Бернштейна, исполненная Р. Рейзен в этой ленте роль красавицы-натурщицы была далеко не лучшей её кино-работой.
По мнению Владимира Миславского, Аркатов отбирал литературный материал для еврейских фильмов далеко не случайным образом, сюжеты его фильмов завязаны на проблематике «черты», описывают драматические ситуации её внутренней жизни, коллизии, вызываемые её традициями и законами, но не прикасаются к трудностям для евреев, существовавшим за её пределами. Так и в ленте «Рахиль» на первый план выдвинуто негативное отношение к браку дочери с христианином в патриархальной еврейской семье.